# André Hofman
André Hofman (Roermond, 28 oktober 1931 – 27 december 2016) was een Nederlandse profvoetballer die voor Fortuna '54, Leeuwarden en Helmondia '55 speelde.

## Loopbaan
Hofman speelde op jonge leeftijd in het eerste elftal van tweedeklasser RFC Roermond. De Engelse trainer Bill Julian stelde hem op als midvoor. In 1951 ging Hofman met zijn ouders richting Noord-Afrika waar zijn vader, die kunstschilder was, inspiratie wilde zoeken. Tijdens hun verblijf in Marokko meldde Hofman zich aan bij de amateurs van CAP Port-Lyautey. Op de terugweg naar Nederland besloot Hofman zijn geluk als profvoetballer te gaan beproeven bij Olympique Alès.  Een ploeg uit de Division 2 waarmee hij op de laatste plaats eindigde. Naast Hofman speelden onder andere Bram Appel, Bertus de Harder en Kees Rijvers op dat moment in Frankrijk op het hoogste niveau. Hofman keerde in het najaar van 1953 terug in Nederland.

### Fortuna '54
Bij de start van het betaald voetbal in 1954 sloot Hofman zich aan bij het pas opgerichte Fortuna '54.  Hofman kwam te spelen in de NBVB. De bond die ontstond toen de KNVB niet bereid was Betaald voetbal in Nederland te organiseren. Onder grote publieke belangstelling vond op 12 juli 1954 de eerste training van Fortuna '54 plaats. Veel pers en supporters wilden deelgenoot zijn van dit historische moment waarop voor de eerste keer in Nederland een training plaatsvond van een betaaldvoetbalclub. Hofman stond onder andere met Frans de Munck, Jan Notermans en Henk Angenent op het veld. De training werd geleid door de Hongaar József Veréb. In aanloop naar de competitiestart in september speelde Hofman in de zomer van 1954 mee in een aantal oefenwedstrijden tegen andere clubs die betaald voetbal wilden gaan spelen. Op 29 augustus 1954 stond Hofman in Geleen aan de aftrap van de eerste wedstrijd van Fortuna’54 na de oprichting tegen Den Haag. Hofman was één van de doelpuntenmakers.
Op 11 september 1954 speelde Hofman voor de eerste keer, uit tegen BVC Utrecht, in de NBVB-competitie. In de eerste thuiswedstrijd op 19 september in het Mauritsstadion tegen Rapid '54 (4-1) scoorde hij de 2-0. Doordat de KNVB en de NBVB overeenstemming bereikten over de invoering van betaald voetbal stopte de competitie na elf wedstrijden. Hofman had drie keer gescoord. Hij speelde op 5 december 1954 tegen Heracles voor de eerste keer in de nieuw gevormde competitie. Hij kwam voor de geblesseerde Leo Kleintjens in het veld. Het duurde tot 8 mei 1955 voordat Hofman zijn eerste "officiële" doelpunt wist te maken. In de thuiswedstrijd tegen Elinkwijk. Hij zou in de resterende wedstrijden van het seizoen nog één keer scoren. In het seizoen 1955/56 maakte hij zeven doelpunten voor Fortuna'54. Aan het einde van dat seizoen werd hij gecontracteerd door VV Leeuwarden.

### VV Leeuwarden
In het seizoen 1956/57 groeide Hofman met 32 doelpunten uit tot topscorer van de Tweede divisie en promoveerde met zijn club als kampioen naar de Eerste divisie. Ook in zijn tweede seizoen werd Hofman clubtopscorer in Leeuwarden. Toch kwam de club in de zomer van 1958 met Helmondia '55 tot overeenstemming over een spelersruil met André Roosenburg.

### Helmondia '55
Ook in Helmond toonde Hofman zich een trefzekere spits en werd hij opnieuw twee jaar op rij clubtopscorer met respectievelijk 19 en 13 doelpunten. 

### Sportclub Enschede
In 1960 werd hij voor 12.500 gulden verkocht aan SC Enschede. Hofman kwam in Enschede echter niet aan spelen toe en keerde in 1961 terug naar Roermond, waar hij nog vier jaar in het eerste elftal speelde.

### AS Eupen
In 1965/65 werd Hofman speler-trainer bij AS Eupen. Daarna sloot hij zijn spelersloopbaan af en was vervolgens nog jarenlang werkzaam als trainer in het Limburgse amateurvoetbal. 

Hofman overleed in 2016 op 85-jarige leeftijd.

### Profstatistieken
| Seizoen         | Club            | Land            | Competitie       | Wed. | Goals |
| --------------- | --------------- | --------------- | ---------------- | ---- | ----- |
| 1954            | Fortuna '54     | Nederland       | NBVB             | 10   | 3     |
| 1954/55         | Fortuna '54     | Nederland       | Eerste klasse B  | 15   | 2     |
| 1955/56         | Fortuna '54     | Nederland       | Hoofdklasse A    | 16   | 7     |
| 1956/57         | Leeuwarden      | Nederland       | Tweede divisie A | 28   | 32    |
| 1957/58         | Leeuwarden      | Nederland       | Eerste divisie B | 26   | 25    |
| 1958/59         | Helmondia '55   | Nederland       | Eerste divisie B | ??   | 19    |
| 1959/60         | Helmondia '55   | Nederland       | Eerste divisie B | ??   | 13    |
| 1960/61         | SC Enschede     | Nederland       | Eredivisie       | 0    | 0     |
| Carrière totaal | Carrière totaal | Carrière totaal | Carrière totaal  | ???  | 101   |